# Fournier RF-8
Die Fournier RF-8 war ein zweisitziges Ganzmetall-Trainingsflugzeug des französischen Konstrukteurs René Fournier aus dem Jahr 1973, das für die französischen Luftstreitkräfte entworfen wurde.

## Geschichte
Nachdem René Fournier der französischen Armee die Fournier RF 5 als militärisches Trainerflugzeug vorgeschlagen hatte, zeigte man dort Interesse an einer RF 5-Variante in Metallbauweise. Fournier überführte daraufhin das grundsätzliche RF 5-Layout in eine Metallkonstruktion unter der Bezeichnung Fournier RF-8. Als Motor sah Fournier den bei Limbach in der Entwicklung befindlichen Doppelzünder-Motor SL1700D vor. Das französische Militär bewilligte im Oktober 1969 den Bau eines Prototyps bei einem geeigneten künftigen Serienbaubetrieb in Frankreich. René Fournier gewann den Luftfahrtbetrieb Indraero S.A. in Argenton-sur-Creuse für den Bau des Prototyps und einen möglichen späteren Serienbau. Indraero erhielt daraufhin den Bauauftrag für den RF-8-Prototyp und beauftragte René Fournier mit der Entwicklung des Flugzeugs.
Der Prototypenbau bei Indraero begann Anfang 1970. Als sich zeigte, dass der Limbach-Motor nicht zulassungsfähig sein würde, entwarf René Fournier in Nitray zunächst einen eigenen Motor auf Basis eines auf 1850 m³ aufgebohrten 1700-m³-VW-Motors, den Fournier mit einer Doppelzündung und Saugrohreinspritzung ausstattete. Im Februar 1972 übergab Fournier den Motor an die staatliche Zulassungsstelle in Saclay. Während der umfangreichen Zulassungstests wurde der Fournier-Motor im Juni 1972 durch einen mechanischen Fehler zerstört. Daraufhin kam in der RF-8 ein 115 PS starker Lycoming-Motor zum Einsatz, der allerdings für die RF-8 überdimensioniert, zu schwer und komplex war und somit der von Fournier vorgeschlagenen, preisgünstigen RF 5-Trainervariante nicht mehr entsprach.
Der Erstflug der RF-8, (Luftfahrzeugkennzeichen F-WSOY) mit Bernard Chauvreau erfolgte am 19. Januar 1973 bei Indraero in Argenton-sur-Creuse. Danach schloss sich eine umfangreiche Erprobung durch das französische Militär an. Mit einer zweiten Flugzeugzelle erfolgten 1974 die statischen Belastungstests, bei denen die Zelle im April 1975 versagte. Da für den daraufhin geforderten Umbau der Zelle keine Mittel mehr zur Verfügung standen, brach Indraero den Zulassungsprozess für die RF-8 1975 ab. Die französischen Luftstreitkräfte entschieden sich später für die Socata TB 30 Epsilon als Trainingsflugzeug.
Der RF-8 Prototyp wurde bei Indraeo eingelagert und im Januar 2015 an das Luftfahrtmuseum in Angres Marce übergeben, wo die Maschine Bestandteil der ständigen Ausstellung ist. Die RF-8 blieb der einzige Metallflugzeugentwurf von René Fournier.

## Konstruktion
In seiner Grundform entsprach die Fournier RF-8 dem Aufbau der RF 5. Die Ausführung erfolgte in Ganzmetallbauweise. Sie verfügte über Tandemsitze und erhielt neben dem Zentralrad und Stützrädern unter den Tragflächen sowie dem Spornrad ein zusätzliches einziehbares Bugfahrwerk.

## Technische Daten
| Kenngröße             | Daten                                      |
| --------------------- | ------------------------------------------ |
| Besatzung/Passagiere  | 1/1                                        |
| Länge                 | 7,42 m                                     |
| Spannweite            | 12,40 m                                    |
| Höhe                  | 2,40 m                                     |
| Flügelfläche          | 13,20 m²                                   |
| Flügelstreckung       | 11,6                                       |
| Leermasse             | 600 kg                                     |
| Startmasse            | 870 kg                                     |
| Reisegeschwindigkeit  | 250 km/h                                   |
| Höchstgeschwindigkeit | 300 km/h                                   |
| Dienstgipfelhöhe      | 7000 m                                     |
| Reichweite            | 800 km                                     |
| Triebwerke            | ein Boxermotor Lycoming 115 PS (ca. 80 kW) |